# Diego Morcillo Rubio de Auñón

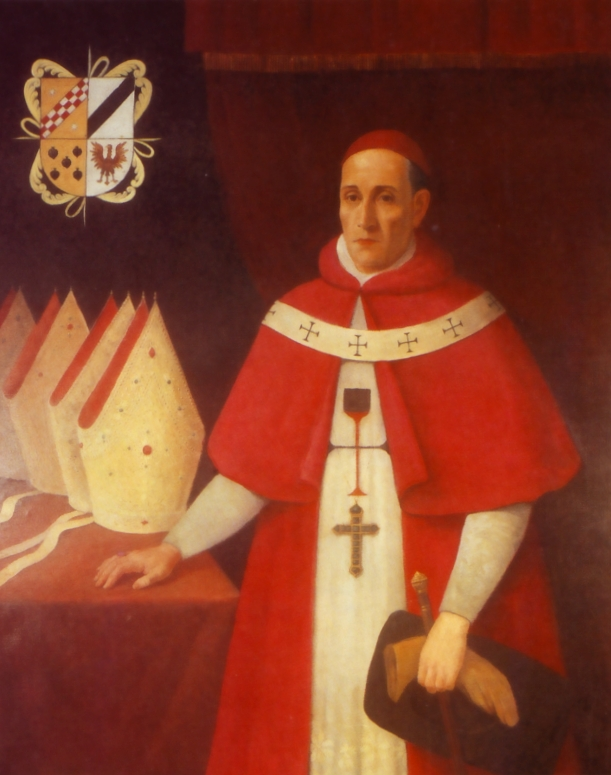
Diego Morcillo Rubio de Auñón als Erzbischof von Lima

Diego Morcillo Rubio de Auñón OSsT (* 3. Januar 1642 in Villa Robledo de la Mancha, Spanien; † 11. März 1730 in Lima, Peru) war ein spanischer Ordenspriester. 1716 amtierte er vorübergehend sowie von 1720 bis 1724 regulär als Vizekönig von Peru. Von 1723 bis zu seinem Tod war er zudem Erzbischof von Lima.

## Leben
Morcillo entstammte einer Familie des niederen spanischen Adels. Schon in jungen Jahren trat er in Madrid dem Orden der heiligsten Dreifaltigkeit (Santísima Trinidad) bei. Er studierte Theologie an der Universität Alcalá und wurde von König Karl II. als Kammerprediger an den königlichen Hof gerufen.
Am 21. November 1701 bestimmte ihn König Philipp V. zum Bischof von Nicaragua; die päpstliche Bestätigung folgte am 15. März des folgenden Jahres. Der Bischof von Panama, Juan de Argüelles, spendete ihm 1703 die Bischofsweihe. Am 14. Mai 1708 wurde er zum Bischof von La Paz ernannt.
Am 21. März 1714 wurde er zum Erzbischof von La Plata o Charcas ernannt. In diesem Amt übernahm er 1716 interimistisch die Position des peruanischen Vizekönigs von Mateo de la Mata Ponce de León, dem Präsidenten der Real Audiencia von Lima, das er nach nur fünfzig Tagen an den regulären neuen Amtsinhaber, Carmine Nicolao Caracciolo, den Fürsten von Santo Buono, abgab. Morcillo kehrte für weitere vier Jahre in seine Diözese nach Charcas zurück.
1720, also im Alter von 78 Jahren, ernannte ihn der Hof zum regulären Nachfolger als Vizekönig. Er trat sein Amt in Lima am 26. Januar 1720 an. Am 12. Mai 1723 erhielt er zusätzlich das Amt des Erzbischofs von Lima, das nach dem Tod Antonio Zuloagas mehr als ein Jahr vakant war. Die Amtseinführung fand am 18. Dezember desselben Jahres statt.
Im Zuge der Neuordnung der spanischen Kolonialverwaltung wurde 1723 das Vizekönigreich Neugranada aufgelöst, das in etwa der Fläche der heutigen Staaten Panama, Kolumbien und Venezuela entsprach. Die Verwaltung und Rechtsprechung gingen auf das Vizekönigreich Peru über.
Die gewachsene Verantwortung veranlasste Diego Morcillo, einen Teil seiner kirchlichen Verantwortung an seinen Neffen, Pedro Morcillo, abzugeben, den er zum Weihbischof in Lima ernannte.
Seine Amtszeit als Vizekönig war geprägt von Anstrengungen, die Staatseinnahmen zu stabilisieren und zu erhöhen. Ferner galt seine Aufmerksamkeit der Abwehr der fortdauernden Piratenangriffe an der Pazifikküste, u. a. durch den englischen Freibeuter John Clipperton. Morcillo erhöhte ferner die spanische Militärpräsenz im Süden Chiles, wo die Spanier in fortdauerndem Krieg gegen die indigenen Völker standen.
Während der Amtszeit Morcillos erhob Papst Benedikt XIII. zwei Peruaner zu Heiligen der römisch-katholischen Kirche: Toribio Alfonso de Mogrovejo und Francisco de Solano.
1722 ereignete sich in Paraguay ein Siedleraufstand gegen die Absetzung de Gouverneurs. Im Zuge des Kampfes der Krone gegen die Siedlungen und Maßnahmen des Jesuitenordens war der dortige Gouverneur Diego de los Reyes Balmaseda, der für die Sache der Jesuiten eingetreten war, von einem Gericht abgesetzt worden, wobei der oberste Richter selbst sich zum Nachfolger ernannte. Morcillo wandte sich in mehreren Briefen gegen dieses Vorgehen, in dem er einen Verstoß gegen das Prinzip der richterlichen Unabhängigkeit sah.
1724, im Alter von 82 Jahren, durfte sich Morcillo in den Ruhestand begeben. Sein Amt als Vizekönig übernahm José de Armendáriz. Morcillo starb 1730 in Lima und wurde in der Kathedrale dort begraben.